# توت الورق
توت الورق أو بروسونتة ورقية (الاسم العلمي: Broussonetia papyrifera) هي نوع من النباتات تتبع جنس البروسونتة من الفصيلة التوتية.

## معرض صور

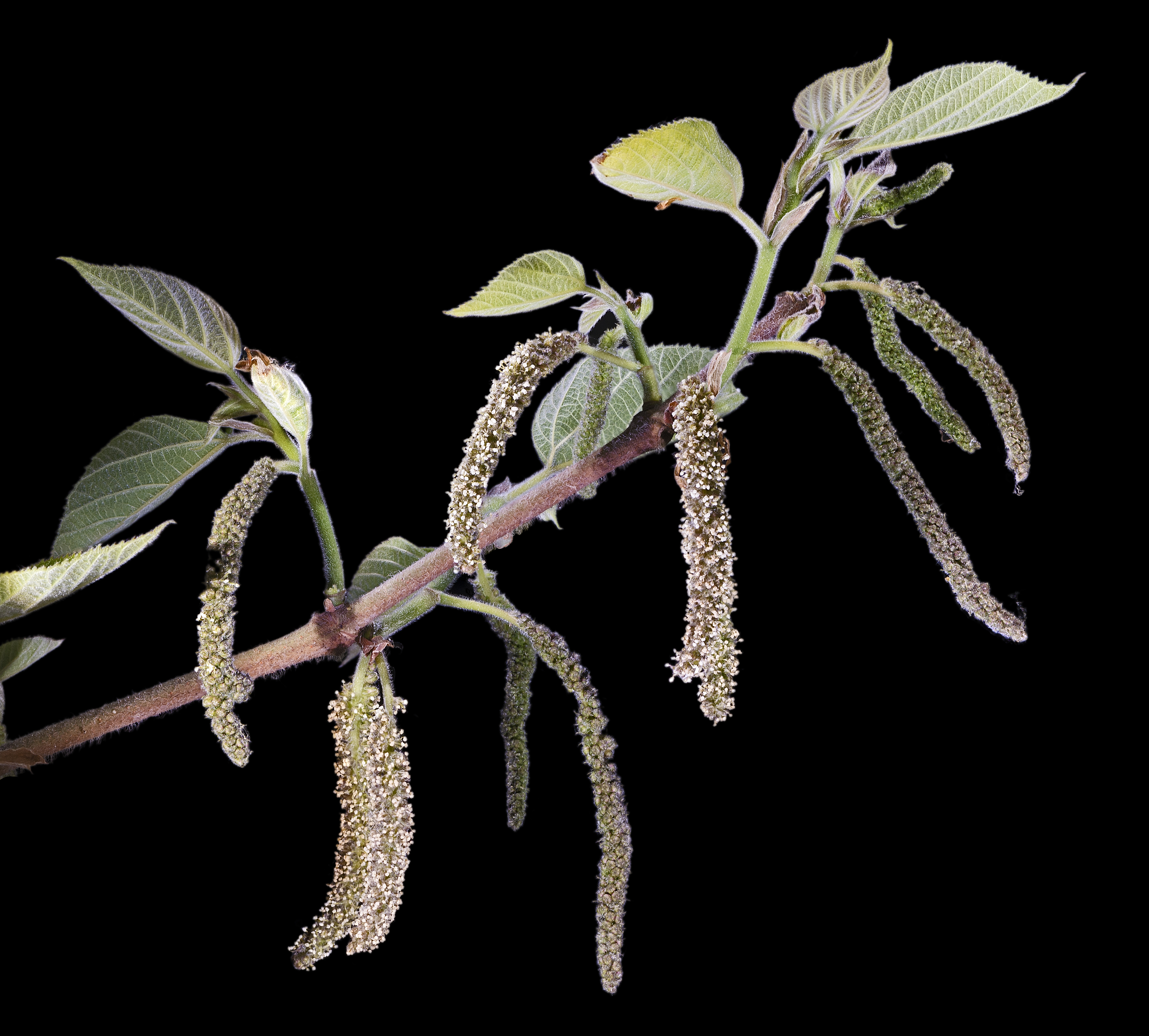
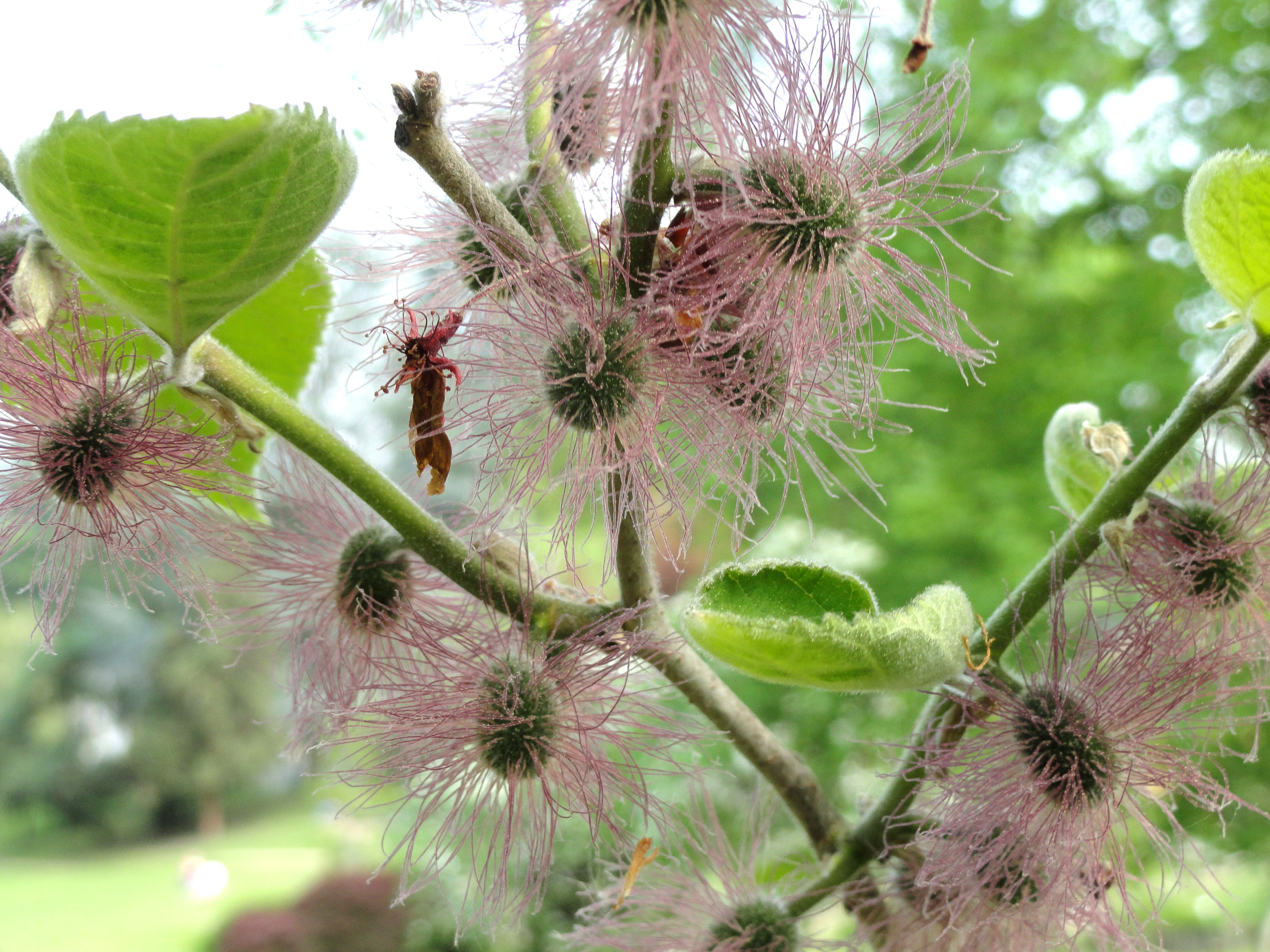
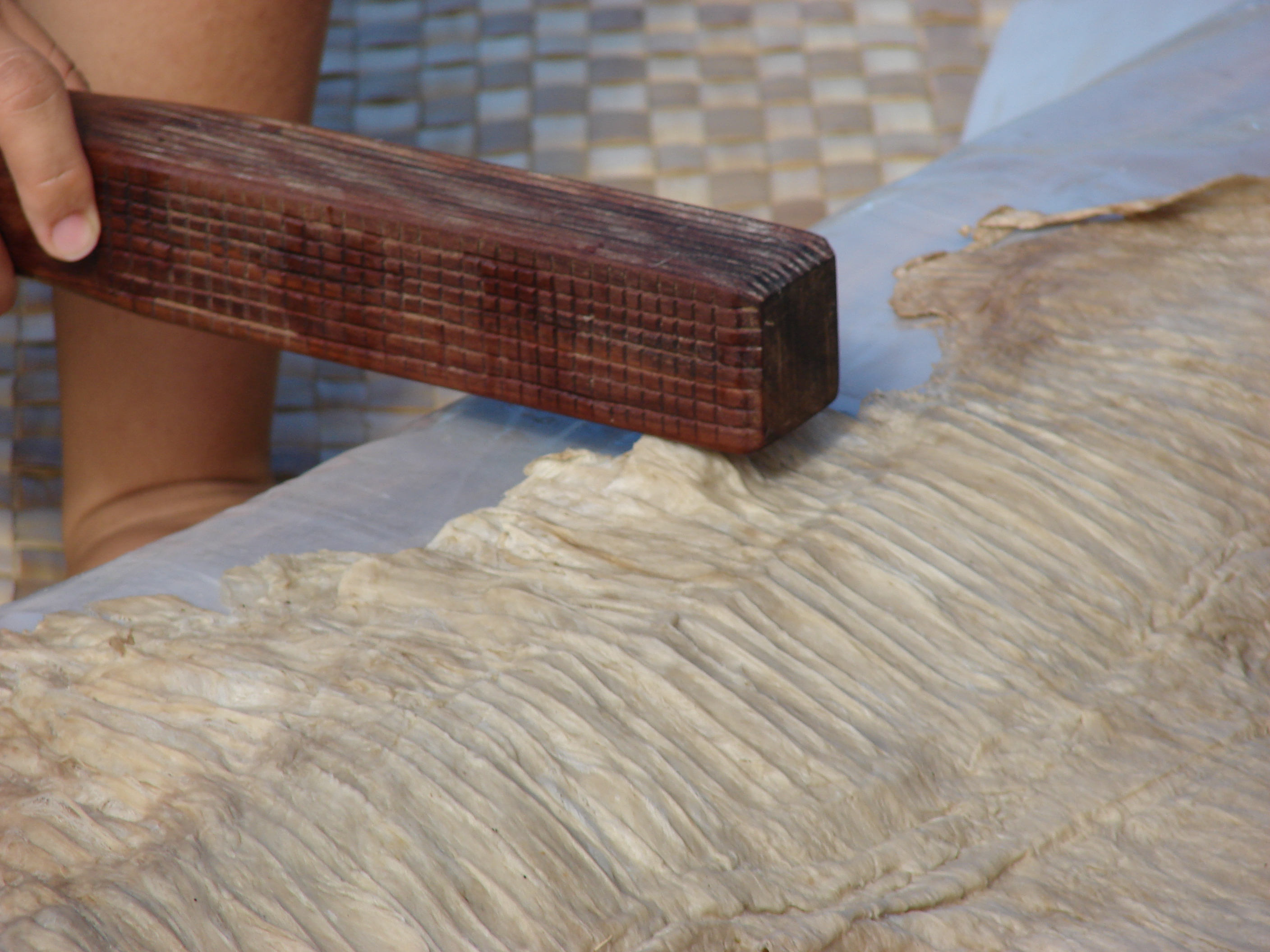
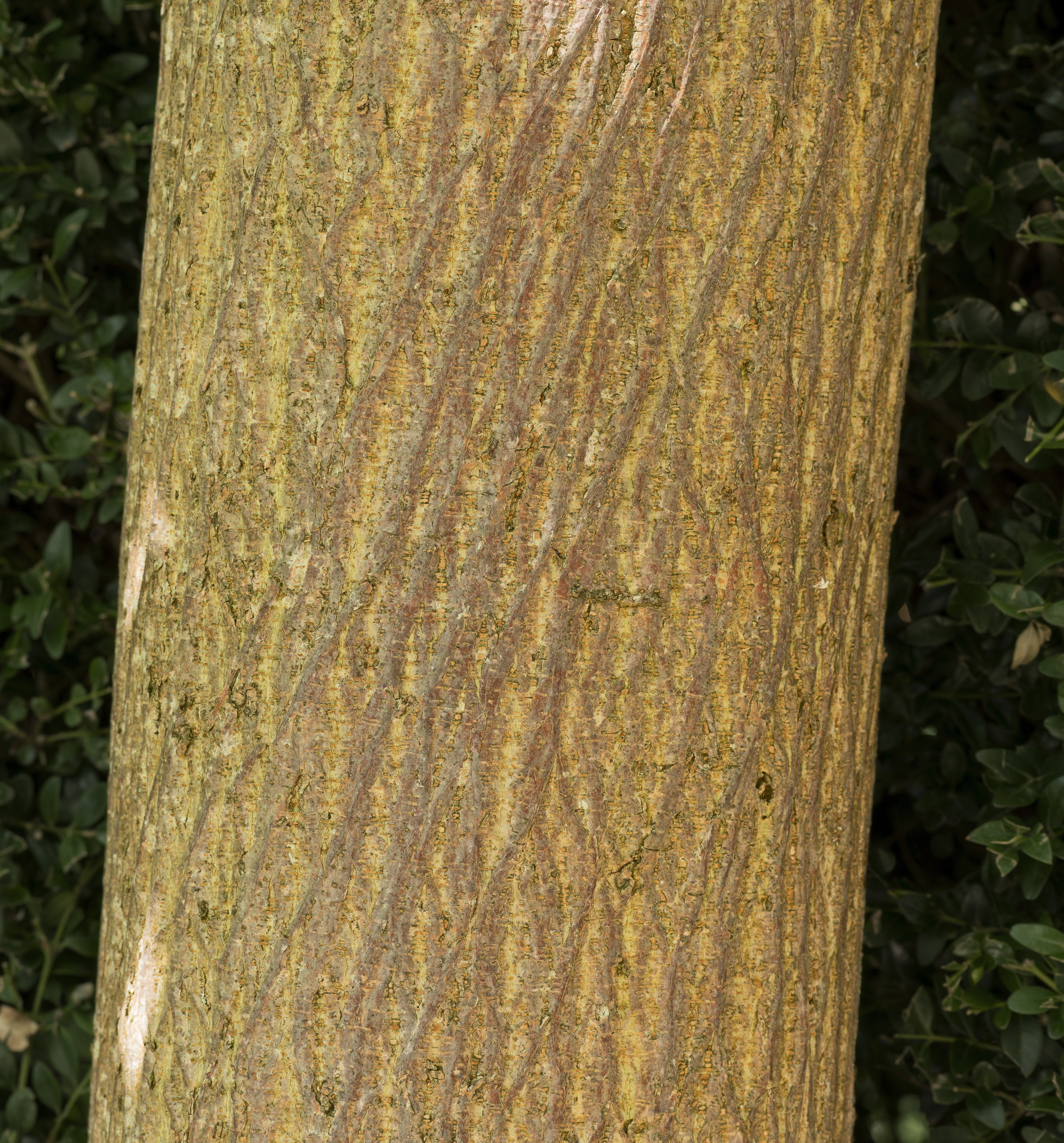
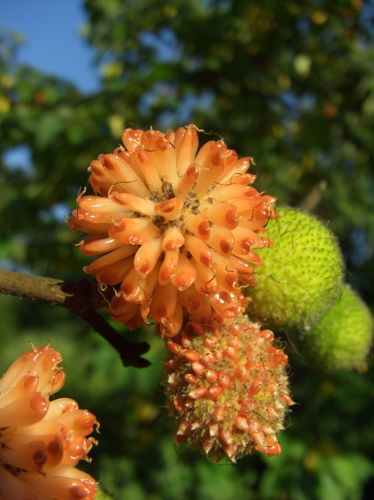
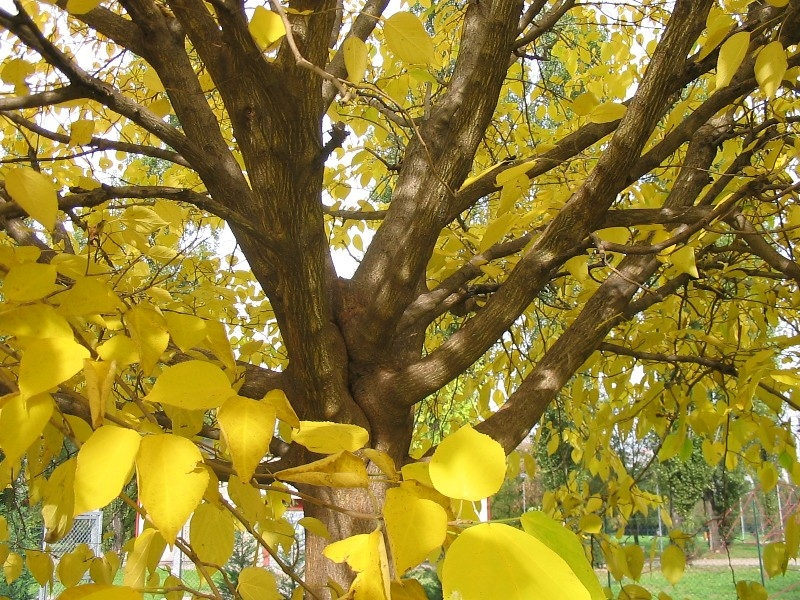